# Csinger Gyula
Csinger Gyula (Nemesócsa, 1905. május 12.-1978. november 13.) súlyemelő, magyar könnyű- és középsúlyú bajnok.
A berlini olimpián (1936) váltósúlyban 290,0 kg-os (85,0 + 85,0 + 120,0) összesített eredménnyel a 16. helyen végzett, akkor az MTK sportolója volt.
1952-ben vezetője és mesteredzője lett a MAFC újonnan megalakuló súlyemelő szakosztályának.
Emlékére a MAFC súlyemelő szakosztálya évente megrendezi a Csinger Gyula súlyemelő emlékversenyt.

## További információ
- olympic.org